# Milà-Sanremo 1930
La Milà-Sanremo 1930 fou la 23a edició de la Milà-Sanremo. La cursa es disputà el 30 de març de 1930, sent el vencedor final l'italià Michele Mara.
143 ciclistes hi van prendre part, acabant la cursa 77 d'ells.

## Classificació final
|    | Ciclista            | Equip           | Temps      |
| -- | ------------------- | --------------- | ---------- |
| 1  | Michele Mara        | Bianchi-Pirelli | 9h 43' 00" |
| 2  | Pio Caimmi          | Gloria          | m. t.      |
| 3  | Domenico Piemontesi | Bianchi-Pirelli | m. t.      |
| 4  | Raffaele di Paco    | Maino           | m. t.      |
| 5  | Costante Girardengo | Maino           | m. t.      |
| 6  | Luigi Marchisio     | Legnano-Pirelli | m. t.      |
| 7  | Luigi Giacobbe      | Maino           | m. t.      |
| 8  | Learco Guerra       | Maino           | m. t.      |
| 9  | Antonio Negrini     | Maino           | m. t.      |
| 10 | Riccardo Proserpio  | -               | m. t.      |